# Hibernia e impero romano

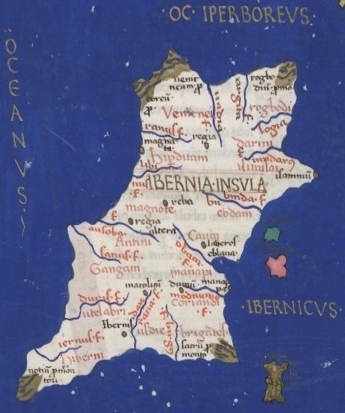
Mappa dell'Irlanda secondo la descrizione di Claudio Tolomeo

L'Hibernia e l'Impero Romano ebbero una relazione continua nei primi quattro secoli dopo Cristo, fino al ritiro delle legioni romane dalla Britannia romana nel 410.

## Caratteristiche
Roma non annesse mai l'Hibernia (com'era chiamata l'Irlanda dai Romani) al suo impero, ma la sua influenza nell'isola fu notevole, sebbene le testimonianze siano frammentarie. Questa interrelazione ebbe tre caratteristiche: commerciale, religioso-culturale e storico-militare.
- Commerciale. La caratteristica principale dell'interrelazione tra Roma e l'Hibernia fu di indole commerciale. Infatti lo storico Richard Warner[2] nel 1995 scrisse che, dopo lo sbarco dei Romani in Britannia al tempo dell'imperatore Claudio (che regnò dal 41 al 54), le rotte commerciali tra la conquistata Britannia romana e il Mediterraneo finirono per toccare e coinvolgere anche l'Hibernia. Tacito scrive nell'Agricola a proposito dell'Irlanda «Gli approdi e i porti sono meglio noti grazie al commercio e ai mercanti».[3] In seguito, nel secondo secolo d.C., il geografo Tolomeo nella sua famosa mappa riferisce le coordinate di alcune località delle coste dell'Irlanda e le sue tribù, dimostrando una conoscenza dell'Hibernia che poteva maturare solo attraverso ripetuti contatti commerciali. Inoltre, secondo Thomas Charles-Edwards, fra il I e il III secolo ci fu uno spopolamento dovuto alla tratta di schiavi portati dall'Irlanda alla Britannia, che aveva un'economia basata sull'agricoltura di villa. Infine vi sono numerosi reperti archeologici (specialmente gioielleria e monete romane) ritrovati in varie località dell'Irlanda centrale,[4] particolarmente concentrate nella zona di Damastown, considerata il centro degli scambi commerciali, in una posizione strategica al centro di un cerchio immaginario comprendente l'isola di Lambay, Drumanagh, Tara e Clogher.[5]
- Religioso-culturale. Vi è poi una seconda caratteristica: quella religioso-culturale. Del resto il rapido trionfo del Cristianesimo in Irlanda nel secolo in cui crollò l'Impero romano d'occidente (San Palladio fu mandato in Irlanda ai primi del quinto secolo per rafforzare il cristianesimo[6]) presuppone la presenza di un'antica - e consolidata fin dal secondo secolo - comunità cristiana nell'isola, specialmente a Leinster e a Meath. Inoltre il fatto che i ceti dominanti dell'Hibernia fossero acculturati con abiti e usi romani dimostra una interrelazione profonda tra Roma e l'isola.[7]
- Storico-militare. Una terza caratteristica, quella storico-militare, attualmente è oggetto di notevoli discussioni e ricerche anche a livello accademico. Sembra infatti molto probabile - alla luce di ritrovamenti a Drumanargh[8] e altrove - che vi sia stato lo sbarco in Hibernia di un contingente romano con fini esplorativi, condotto o ordinato da Giulio Agricola.

## Possibili esplorazioni o tentativi di invasione romani
(Discussioni sul possibile forte romano di Drumanargh)

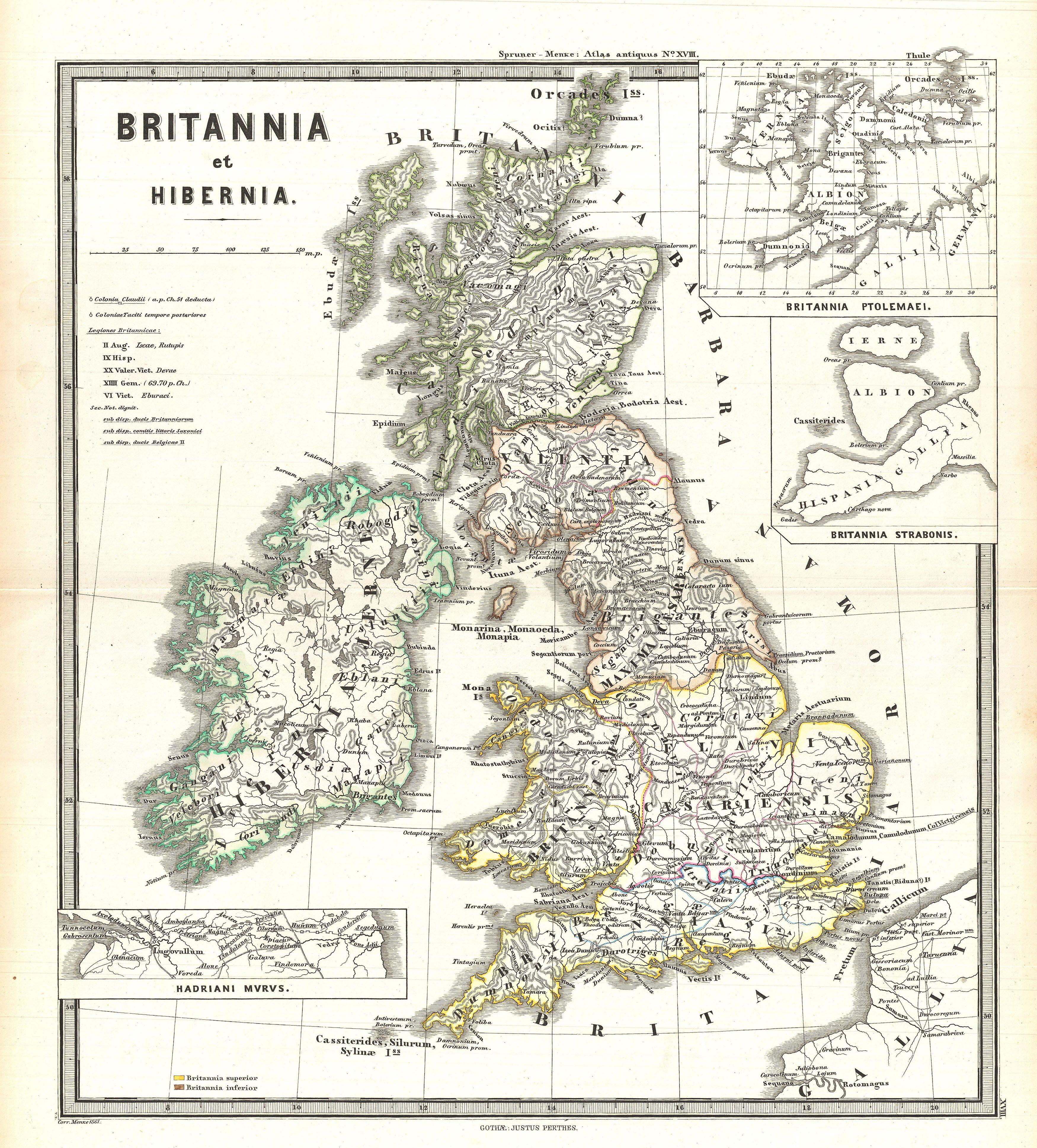
Hibernia e Britannia romana

Intorno al promontorio fortificato di Drumanargh ─ la radice "ruman" dell'attuale nome D(ruman)argh lascia sottintendere un chiaro riferimento agli antichi Romani ─ sono sorte teorie storiche che sostengono la presenza di legionari romani in Hibernia verso la fine del I secolo d.C.
Infatti il possibile forte situato vicino a Dublino, secondo storici come Raftery e Cooney, potrebbe essere stato usato da Giulio Agricola per una spedizione esplorativa in Irlanda intorno all'82.
Storici, come Warner e Raftery, affermano che la spedizione di Giulio Cesare in Britannia venga conosciuta solamente dal suo scritto "De Bello Gallico" e che altrimenti non sapremmo niente ora di questo fatto, come non sappiamo niente di questa possibile spedizione di Agricola nell'82, poiché nessuno l'ha descritta come fece Cesare con la propria spedizione.
Nel suo De vita et moribus Iulii Agricolae Tacito afferma che suo suocero Gneo Giulio Agricola, mentre era governatore della Britannia (78 - 84 d.C.), accolse un principe irlandese in esilio (forse Túathal Techtmar) e che prese ciò a pretesto per pianificare una conquista dell'Irlanda, che comunque non avvenne mai. Del resto recenti scavi archeologici hanno portato alla luce manufatti romani e romano-britannici in molti siti associati a Túathal, come Tara e Clogher.
Lo storico Vittorio Di Martino ha ipotizzato che i Romani possano aver aiutato Túathal, o qualcuno come lui, a riconquistare il trono, così da avere un potente alleato irlandese, che fosse capace di porre fine alle scorrerie irlandesi in Britannia.
Ad esempio, il poeta latino Giovenale (II secolo), che potrebbe aver servito in Britannia sotto il comando di Agricola, afferma che "le armi furono portate oltre le coste irlandesi".
Inoltre Tacito dice che nell'82 Agricola attraversò il mare e sconfisse popoli fino ad allora sconosciuti ai Romani, anche se poi non specifica di quale mare si tratti (per molti studiosi si tratterebbe del fiume Clyde o del Forth), ma subito dopo tratta dell'Hibernia, di come i popoli che vi abitano siano simili a quelli britannici e conclude il capitolo ricordando che il suocero diceva spesso che quest'isola poteva essere conquistata con una sola legione e poche truppe ausiliarie.
C'è, quindi, chi pensa che la traversata e lo scontro con popoli sconosciuti ai Romani di cui parla Tacito si riferiscano a una qualche spedizione punitiva o esplorativa di Agricola in Irlanda.
Non bisogna dimenticare, inoltre, che gli storici Warner e Hughes credono che vi fosse stata un'altra campagna militare romana in Hibernia, guidata dal governatore della Britannia Maximus, nell'anno 225. Questa invasione iniziò con l'occupazione del Leinster (la regione irlandese dove si trova Drumanagh) e portò alla creazione della Rocca di Cashel (Cashel viene dal latino "castrum"), attualmente un'importante città del Tipperary.

## Prove dell'influenza / presenza romana

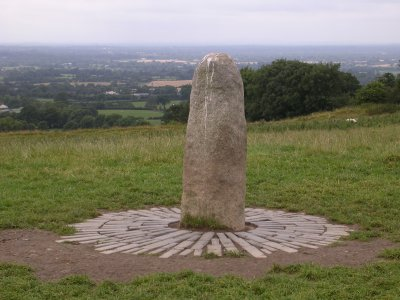
La Lia Fáil (Pietra del Destino) a Tara, nella cui vicinanza sono stati ritrovati manufatti romani del primo e secondo secolo d.C.

(la spada irlandese dell'Alto Medioevo, sia nella forma che nel nome, era un'imitazione di quella dei soldati romani [...] l'Irlanda dell'Alto Medioevo ha tutte le caratteristiche di essere culturalmente un erede del mondo romano [...])»
(Richard Warner, direttore del "Archaeology and Ethnography department of the Ulster Museum")
Non sono molte le prove dell'influenza (e possibile presenza) romana in Hibernia, ma lasciano un quadro abbastanza importante e preciso:
- Nel sud-est dell'isola si trovano molte tombe in stile romano-britannico, associate con numerosi oggetti di fattura romana, probabilmente dovuti alla tribù dei Briganti (si noti che nell'area sono pochi i reperti archeologici nativi non romanizzati).
- Nell'isola di Lambay, di fronte alla costa di Dublino, sono state trovate una dozzina di tombe con ornamenti romanizzati (Roman brooches) del primo secolo, che dimostrano l'esistenza di un attivo commercio con la vicina costa britannica.[12][16]
- In varie località dell'Irlanda sono stati trovati reperti archeologici romani (gioielleria e monete) dei primi secoli dopo Cristo: il complesso religioso-militare di Tara vicino a Dublino, il forte settentrionale di Clogher[12] e la cittadella fortificata di Cashel (nome originato addirittura dal latino castellum) nel meridione irlandese. Le tre località sono diventate sedi di rispettivi regni locali nel Medioevo e tutte le loro tradizioni storiche si rifanno alla Britannia romanizzata. Anche a Newgrange sono state trovate monete romane.[17]
- Drumanargh, 20 km a nord di Dublino, è un promontorio fortificato difeso da tre file di fossati paralleli, simili ai fossati della Britannia romana (come il Vallo di Wat). Studiosi come Di Martino e Warner lo considerano un possibile forte romano. Qui, nell'area del promontorio di Drumanagh, sono stati trovati manufatti e gioielleria di completa fattura romana, che ora sono conservati nel "National Museum of Ireland" assieme a monete romane con effigi degli imperatori Tito, Traiano e Adriano. Questi ritrovamenti suggeriscono una presenza (o partecipazione) romana in Irlanda dal 79 al 138.[18]
- Manufatti romani e britanno-romani sono stati ritrovati a Leinster, mentre numerose monete romane sono state scoperte nel famoso sito celtico di Newgrange.[17]
- Secondo lo storico Philip Rance le tribù chiamate Attacotti (in celtico: Aithechthúatha) dell'area di Leinster erano Foederati (alleati) dell'Impero Romano, e combatterono assieme ai legionari romani in Britannia e Gallia dopo il 350.[19]
- Il cristianesimo (importato dal bacino del Mediterraneo romano) era presente in aree meridionali e orientali dell'Irlanda quando San Patrizio e San Palladio vi iniziarono le prime missioni. Una delle prime chiese in Irlanda, fondata da San Palladio intorno al 420, aveva il nome di "Casa dei Romani" (Teach-na-Roman, attuale Tigroney).[20]

In conclusione, anche se non sono state trovate strade o fondamenta di costruzioni romane in Irlanda e tutti i ritrovamenti archeologici confermano solo l'esistenza di un attivo commercio tra l'isola e l'Impero Romano, l'ipotesi di una presenza temporanea in Hibernia di legionari romani ai tempi di Agricola prende sempre più consistenza tra gli studiosi. Lo storico Barry Raftery arriva finanche a scrivere che il possibile forte romano di Drumanargh fosse probabilmente una base commerciale e militare romana abitata (oltre che da legionari) anche da Britanni romanizzati e Irlandesi locali e da alcuni commercianti e civili romani.